# Valmigère
Valmigère es una pequeña localidad de 25 habitantes (datos de 1999) y comuna francesa, situada en el departamento del Aude en la región de Languedoc-Roussillon, situada a unos 600 metros de altitud sobre el nivel del mar. 
A sus habitantes se les conoce por el gentilicio Valmigerois.